# Spoorlijn Hesedorf - Stade
De spoorlijn Bremervörde - Stade is een Duitse spoorlijn in Nedersaksen en als spoorlijn 1260 onder beheer van DB Netze.

## Geschiedenis
Het traject werd door de Preußische Staatseisenbahnen geopend op 1 oktober 1898. Het traject werd op 27 september 1992 door de Eisenbahnen und Verkehrsbetriebe Elbe-Weser GmbH (EVB) overgenomen van de Staat Nedersaksen.

## Treindiensten
De Eisenbahnen und Verkehrsbetriebe Elbe-Weser (EVB) verzorgde tot 25 september 1993 het personenvervoer op dit traject. Thans vinden er in de zomermaanden tussen mei en oktober op alle zaterdagen, zondagen en feestdagen toeristische ritten plaats tussen Bremen en Stade onder de naam Moorexpress.

## Aansluitingen
In de volgende plaatsen is er een aansluiting op de volgende spoorlijnen:
Hesedorf
DB 1300, spoorlijn tussen Bremerhaven-Wulsdorf en Buchholz
Stade
DB 1263, spoorlijn tussen Stade en Bützfleth
DB 1720, spoorlijn tussen Lehrte en Cuxhaven

## Literatuur

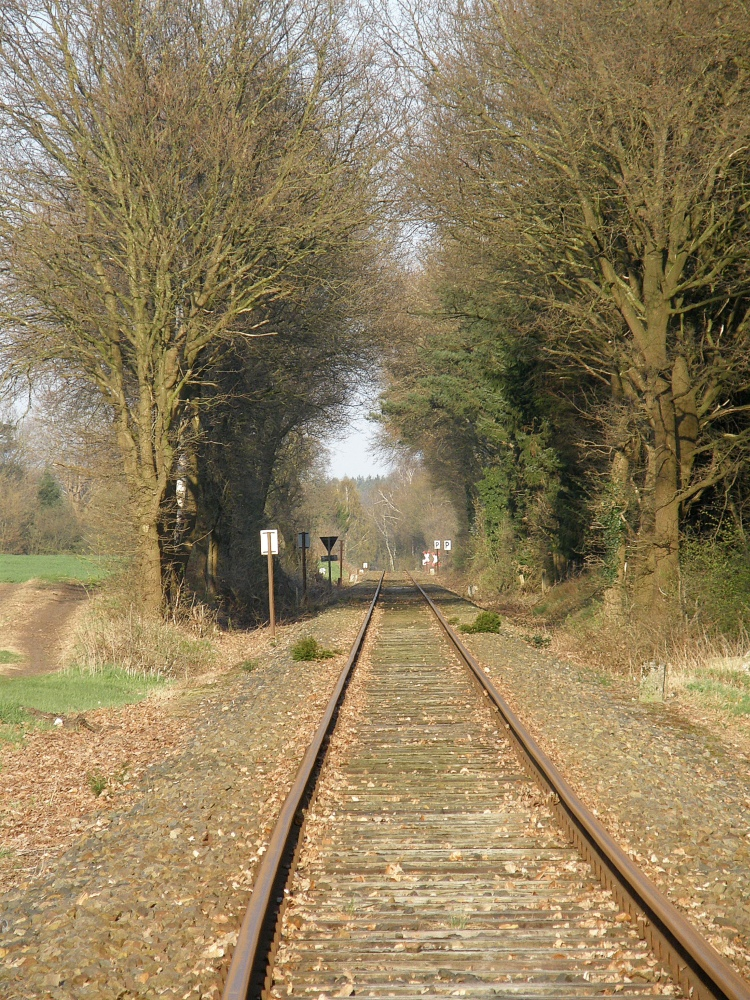